# Waldemar Krygier
Waldemar Krygier (ur. 6 listopada 1928 w Łodzi, zm. 18 stycznia 2006 w Bełchatowie) – polski malarz, grafik, scenograf, reżyser teatralny. W latach 1971–1974 dyrektor Teatru Ludowego w Krakowie.

## Życiorys
Absolwent ASP w Krakowie i GITIS w Moskwie. Założyciel Eksperymentalnego Teatru Scenografii, współtwórca Teatru 38 w Krakowie, dyrektor, scenograf i kierownik artystyczny teatrów we Wrocławiu, Opolu, Koszalinie, Płocku, Zabrzu, Nowej Hucie i Warszawie. W okresie pracy w Opolu bliski współpracownik Jerzego Grotowskiego.

## Twórczość
Jego twórczość malarska związana była tematycznie przede wszystkim z teatrem i muzyką, a dwa najbardziej znane cykle malarskie przedstawiają popularnych aktorów i kompozytorów polskich. Wystawiane były one w salach m.in. Zachęty i Filharmonii Narodowej w Warszawie.
Wystawy indywidualne:
- w Opolu 1963, BWA – Portrety
- w Krakowie 1973, Towarzystwo Przyjaciół Sztuk Pięknych – malarstwo, scenografia
- w Warszawie 1986, Galeria Kordegarda – Portrety Ludzi Teatru
- w Warszawie 1986-1987, Teatr Polski – Portrety Ludzi Teatru)
- w Żaganiu 1987, Pałac Kultury – Portrety Ludzi Teatru
- w Krakowie 1987, BWA – Ludzie Teatru
- w Słupsku 1988, Teatr Dramatyczny – Portrety
- w Bydgoszczy 1988, Teatr Polski – Portrety
- w Lublinie 1991, Towarzystwo Przyjaciół Sztuk Pięknych – Portrety
- w Lublinie 1992, Teatr im. Osterwy – Portrety
- w Warszawie 1993, Filharmonia Narodowa – Portrety kompozytorów polskich
- w Zelowie 2002 – wystawa stała, Muzeum w Zelowie – Ośrodek Dokumentacji Dziejów Braci Czeskich – Portrety kompozytorów polskich

Jego kompozycje portretowe, czyli portrety najwybitniejszych kompozytorów polskich, to szczególna reminiscencja muzyki polskiej. Kolekcja ta jest obecnie współwłasnością Muzeum w Zelowie – Ośrodek Dokumentacji Dziejów Braci Czeskich i ks. Mirosława Jelinka.
Ostatnie lata swojego życia spędził w Zelowie, współpracując z tamtejszą Parafią Ewangelicko-Reformowaną. Pochowany jest na cmentarzu ewangelicko-reformowanym w Zelowie.